# Lali Puna
Lali Puna (kindlich für Valerie aus Pusan) ist eine deutsche Elektropop-Band, die 1998 in Weilheim bei München von der koreanischstämmigen Sängerin und Keyboarderin Valerie Trebeljahr gegründet wurde. Weitere Mitglieder sind Christoph Brandner (Schlagzeug) und Christian Heiß (Keyboard).
Der Klang von Lali Puna ist geprägt durch die Kombination von traditionellen Instrumenten, experimentellen Samples und Trebeljahrs Gesang. Alle Alben wurden von den Labels Hausmusik und Morr Music veröffentlicht.

## Diskografie

### Alben
- 1999: Tridecoder
- 2001: Scary World Theory
- 2004: Faking the Books
- 2010: Our Inventions
- 2012: Silver Light (EP)
- 2017: Two Windows

### Singles
- 1998: Snooze
- 1999: The Safe Side
- 2001: Clearcut (mit Bomb the Bass)
- 2002: Common Ground (mit Isan)
- 2003: Left Handed
- 2004: Micronomic
- 2010: Remember
- 2010: Move On
- 2014: Machines Are Human (mit Trampauline)

### Kompilationen
- 2005: I Thought I Was Over That – Rare, Remixed And B-Sides